# Digitale Sammlungen zur sprachlichen Vielfalt
Die Digitale Sammlungen zur sprachlichen Vielfalt sind seit Oktober 2015 Teil des Weltdokumentenerbes. In 64 Sammlungen der Sprachdokumentation und -wissenschaft sind audio-visuelle und schriftliche Belege zu 102 Sprachen und Kulturen erfasst, darunter auch viele gefährdete.
Die weltweit über einen Zeitraum von zehn Jahren zusammengetragenen Dokumente beinhalten Mythen und Legenden, mündlich überliefertes Wissen, aber auch persönliche Erzählungen. Die Sammlungen wurden vom Sprachforschungsarchiv des Max-Planck-Instituts für Psycholinguistik (Standort Nijmegen in den Niederlanden) erstellt. Finanziert wird das Archiv von der Max-Planck-Gesellschaft, der Königlich Niederländischen Akademie der Wissenschaften und der Berlin-Brandenburgischen Akademie der Wissenschaften.
Die Ergebnisse der Dokumentation bedrohter Sprachen, eines Forschungsprojekts zu bedrohten Sprachen, sind ebenso Bestandteil des Welterbes. Diese Dokumentation wurde von der Volkswagenstiftung gefördert.
Die Sammlungen wurden digital archiviert und stehen frei zugänglich im Internet zur Verfügung.